# هاربات من الحب (فلم)
هاربات من الحب  فيلم دراما رومانسي مصري للمخرج عدلي خليل  عام 1970 كتب القصة والسيناريو والحوار يوسف جوهر. الفيلم من بطولة أحمد رمزي، نبيلة عبيد، ميرفت أمين، شفيق نور الدين، عباس فارس، وزوزو ماضي  وتدور الأحداث حول الدكتور صلاح وخطيبته إلهام ومحاولة إهمال دور الحب في العلاقات مع الجنس الآخر ولكن الفوز كان في جانب العلاقة التي تتميز بالحب الذي يعلو فوق الصعاب.
صدر الفيلم إلى دور العرض المصرية في 29 يونيو 1970.
منح موقع قاعدة بيانات الأفلام على الإنترنت (IMDB) الفيلم درجة 5.3/ 10.
منح موقع قاعدة بيانات الأفلام العربية «السينما.كوم» الفيلم درجة 5/ 10.

## طاقم التمثيل
أحمد رمزي: في دور صلاح (طبيب الأسنان ابن الأسرة الثرية)
نبيلة عبيد: في دور إلهام (طالبة كلية الآداب المدللة)
ميرفت أمين: في دور سامية (طالبة كلية الآداب الفقيرة)
شفيق نور الدين: في دور والد سامية (سائق سيارة)
عباس فارس: في دور جد صلاح
زوزو ماضي: في دور والدة صلاح
الضيف أحمد: في دور بلبل (طالب جامعي وتاجر شنطة)
سعيد صالح: في دور زميل إلهام في الجامعة
نظيم شعراوي: في دور والد إلهام (رئيس مجلس إدارة شركة نقل)
فتحية شاهين: في دور والدة إلهام
محمد أباظة: في دور الطبيب والد إلهام
بالاشتراك مع: زيزي مناع – سعاد عبد العزيز – حسن علاء الدين – مظهر أبو النجا – عمران بحر – حللي محمد 

## أحداث الفيلم
يتفق طبيب الأسنان صلاح (أحمد رمزي) مع خطيبته إلهام (نبيلة عبيد) على فسخ الخطوبة. الدكتور صلاح هو شاب من أسرة ثرية، وإلهام طالبة بكلية الآداب وتحاول أن تبرهن على قدرتها على ممارسة حريتها ونضجها كفتاة، وتوجه له الدعوة، كصديق، لحفل عيد ميلادها. تغضب والدة إلهام (فتحية شاهين) من فسخ الخطوبة وكذلك والدها (محمد أباظة) ويذكرها أنها لثالث مرة تفسخ خطوبة لشاب لا عيب فيه. وتستدعي والدة صلاح (زوزو ماضي)، المريضة بمرض في القلب، والده (نظيم شعراوي)، رئيس مجلس إدارة شركة للنقل، لحل مشكلة ابنه مع خطيبة رائعة مثل إلهام، بينما يعرض جد صلاح فرصة جديدة لعروس من الإسكندرية تملك أموالاً طائلة. تعلن إلهام في الجامعة رفضها لفكرة الزواج، حيث أنها فكرة رجعية، ويؤيدها زميلها (سعيد صالح) ويشجعها زميلها بلبل (الضيف أحمد). يحضر صلاح إلى الحفل ويتعرف على زميلة إلهام في الجامعة سامية (ميرفت أمين) ويشعر لأول مرة بالحب تجاه هذه الفتاة، لكنها تتهرب منه لمعرفتها بأنه من أسرة ثرية بينما هي ابنة (شفيق نور الدين) سائق سيارة، وأن هناك تفاوتاً اجتماعياً كبيراً بينهما، وفي نفس الوقت تهتم إلهام باثارة مشاعر زملائها من الشباب. تواصل إلهام تصرفاتها مما يتسبب في مأساة للشاب بلبل الذي سخرت منه فيقدم على الانتحار. يستيقظ ضمير إلهام وتشعر أنها أقدمت على أفعال لا قيمة لها، وتقوم باستدعاء صلاح، وتخبره لماذا ابتعدت عنه سامية ولماذا رفضت الزواج منه؟ حيث يتضح أن والد سامية يعمل سائقاً على سيارة والد صلاح. في نفس الوقت يعرف والد صلاح قصة ابنه مع ابنة سائقه الخاص فيقوم بفصله من العمل، بينما يتعاطف الجد مع صلاح، لذا يدعي بأن والد سامية قد حصل على ميراث كبير جداً بعد وفاة عمته، تحدث مفارقات، لينتهي الأمر بزواج صلاح من سامية.

## وصلات خارجية
- هاربات من الحب على موقع IMDb (الإنجليزية)
- هاربات من الحب على موقع الدهليز
- هاربات من الحب على موقع قاعدة بيانات الأفلام العربية
- هاربات من الحب على موقع الدهليز
- هاربات من الحب على موقع كاروهات

https://ru.kinorium.com/420998/ هاربات من الحب (فلم)
https://www.csfd.sk/film/743078-harebat-min-al-hob/hraju/ هاربات من الحب (فلم)
https://www.filmweb.pl/film/Harebat+min+al+hob-1970-572697 هاربات من الحب (فلم)